# 尹祥
尹祥（？年—？年），江西承宣布政使司吉安府永新縣（今屬江西省吉安市）人，明朝政治人物。

## 經歷
永樂二十一年（1423年）癸卯鄉試舉人。
二十二年（1424年）甲辰科第三甲第六十七名同進士出身。官至兵部員外郎。